# Horst Springer
Horst Springer (* 5. Juli 1926 in Leipzig; † 5. April 2002) war ein deutscher Kaufmann. Er war Inhaber der Firma Schirmer Kaffee.

## Leben
Springer wurde 1926 als Sohn des Unternehmers Rudolf Springer in Leipzig geboren. Als Schüler besuchte er die Thomasschule zu Leipzig. Im Jahr 1950 floh er aus der DDR. Er gründete sein Unternehmen in Dortmund neu. 1992 rief er die Horst-Springer-Stiftung für Neuere Geschichte Sachsens in der Friedrich-Ebert-Stiftung ins Leben. Im Jahr 2000 wurde er zum Ehrensenator der Universität Leipzig ernannt. Er starb 2002. 
Sein Großvater ist der Unternehmer Richard Springer.